# チョンタイン
チョンタイン（ベトナム語：Thị xã Chơn Thành / 市社真誠?）は、ベトナムビンフオック省の市社である。人口は2021年時点で121,083人、面積は390.34km2である。

## 呼称
阮朝の嘉隆帝の時代にチャンタイン（Chân Thành / 真誠）と名付けられたが、「Chân」の音が「Chơn」に変化して今日の表記となった 。

## 行政区画
5坊4社を管轄する。
- フンロン坊（Hưng Long / 興隆）
- ミンフン坊（Minh Hưng / 明興）
- ミンロン坊（Minh Long / 明隆）
- ミンタイン坊（Minh Thành / 明誠）
- タインタム坊（Thành Tâm / 誠心）
- ミンラップ社（Minh Lập / 明立）
- ミンタン社（Minh Thắng / 明勝）
- ニャービック社（Nha Bích / 牙璧）
- クアンミン社（Quang Minh / 光明）